# Cmentarz żydowski w Garwolinie
Cmentarz żydowski w Garwolinie – został założony w pierwszej połowie XIX wieku. Znajduje się tuż na wschód od wsi Sulbiny. Na jego obszarze zachowało się około 20 macew, z których najstarsza pochodzi z 1863. Kirkut ma powierzchnię 0,5 ha. Jego odnalezienie w terenie jest trudne ze względu na brak jakichkolwiek oznaczeń, czy charakterystycznych obiektów. Przed wojną w zachodniej części cmentarza stał dom przedpogrzebowy.

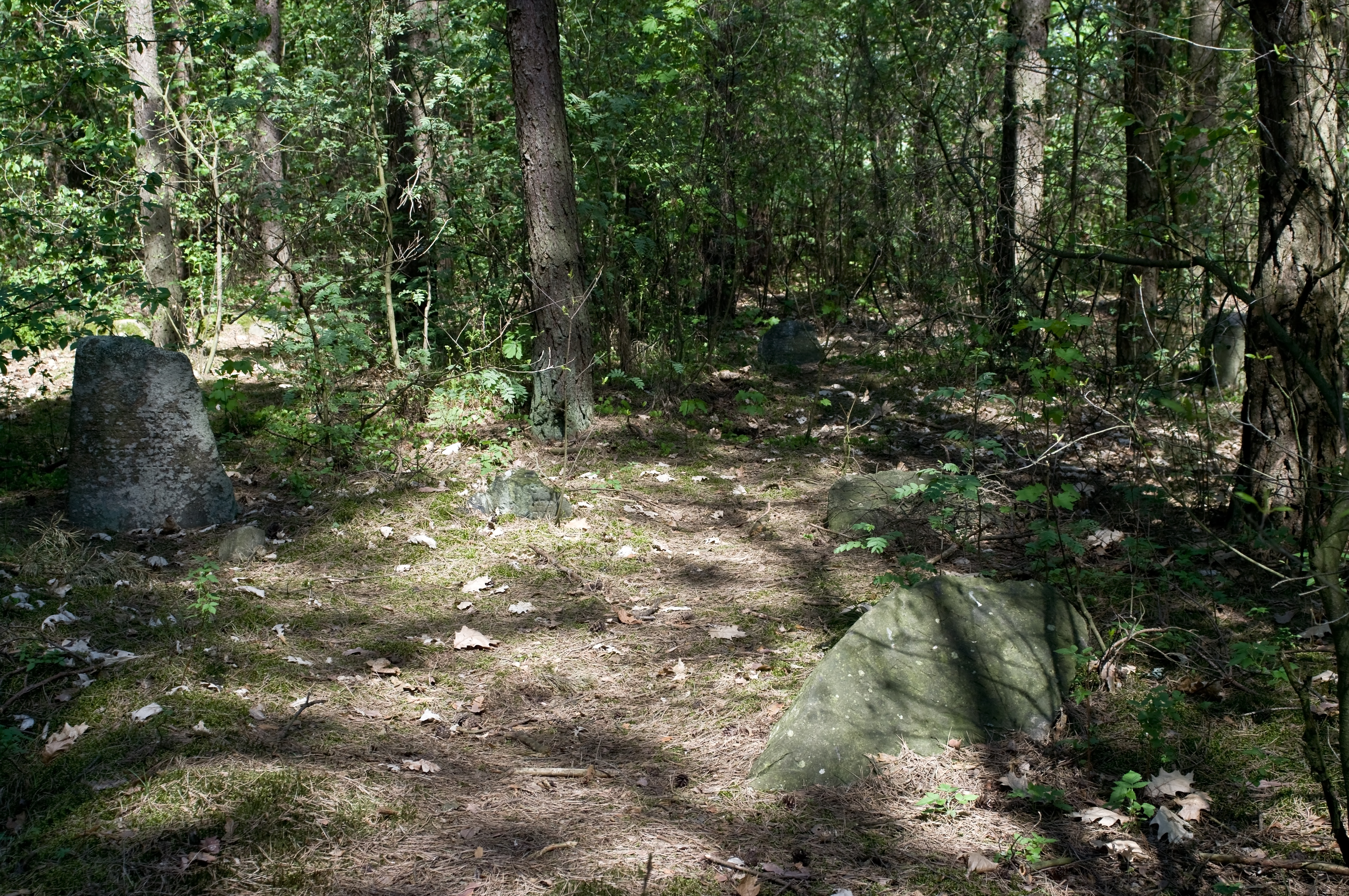
Macewy na cmentarzu żydowskim w Garwolinie